# Vol Austrian Airlines 901
 (mai 2023).
Si vous disposez d'ouvrages ou d'articles de référence ou si vous connaissez des sites web de qualité traitant du thème abordé ici, merci de compléter l'article en donnant les références utiles à sa vérifiabilité et en les liant à la section « Notes et références ».
Le 26 septembre 1960, le vol Austrian Airlines 901 s'écrase à l‘approche de l‘aéroport de Cheremetievo dans des mauvaises conditions météorologiques, tuant 31 des 37 occupants.

## Vol
Le commandant de bord Erwin Wilfing et son copilote Ferdinand Freisleben ont décollé à 13h45 de l'aéroport de Vienne-Schwechat. Le vol est passé par l'aéroport de Varsovie-Chopin vers l'aéroport de Moscou Cheremetievo, avec pour heure d'arrivée prévue 21h45 heure locale. En raison du mauvais temps en Russie, le vol comptait déjà 35 minutes de retard.
Lors de l'approche de l'aéroport de Moscou Cheremetievo, deux circuits d'attente ont été effectués, puis l'autorisation d'atterrissage pour la piste 07 a été donnée par la tour de contrôle. Après quoi, la descente a commencé et le train d'atterrissage et les volets ont été sortis. À environ 10 km à l'ouest de l'aéroport, près de la ville de Kryukovo, l‘appareil a touché la cime des arbres à environ 20 mètres du sol. Les pilotes tentent de corriger cette erreur et de remonter l‘avion, ce qui n'est plus possible. Le Vickers Viscount 837 touche le sol et roule sur une distance de 400m avant de s‘enflammer en forêt.  Après que la tour de contrôle ait perdu la liaison par radio avec l’équipage, l’alarme a été déclenchée. L'accident a été suivi par un groupe d'étudiants qui étaient non loin du lieu de l'accident. Ils ont été les premiers secours sur place. Les opérations de sauvetage sur le terrain dense et impraticable se sont avérés particulièrement difficiles en raison du sol ramolli par la pluie.

## Victimes
19 Autrichiens, 6 Russes, 2 Américains, 2 Indiens, 1 Australien et 1 Anglais sont morts dans l'accident. 27 occupants ont perdu la vie directement sur les lieux de l'accident. Dix survivants ont été emmenés à l'hôpital local de Kryukovo, où deux d'entre eux sont décédés. Les huit survivants restants ont été emmenés à l'hôpital Botkin de Moscou, où deux Autrichiens sont décédés quelques jours plus tard. La plupart des victimes se trouvaient à l'avant de l'avion.
Le médecin légiste viennois Wilhelm Holczabek a été envoyé à Moscou pour identifier les corps. Les 25 cercueils des morts, qui n'ont pas été enterrés en Russie, ont été transportés le 4 octobre 1960 à Vienne sur un avion charter Aeroflot et pris en charge là-bas par le chancelier Julius Raab, le vice-chancelier Bruno Pittermann et les parents en deuil.
Le seul membre d'équipage survivant était l'hôtesse de l'air Maria Wernle (* 1932). 

## L’avion
Le quadrimoteur Vickers Viscount 837 à turbopropulseur a été livré à l'AUA en février 1960 en tant que premier des six avions nouvellement acquis au prix unitaire de près de 35 millions de schillings et a été baptisé du nom du compositeur autrichien Joseph Haydn. La machine avait le numéro de série 437 et comptabilisait environ 1300 heures de vol lors de l‘accident. Il s'agissait de la première et de la dernière perte d'un avion pour la compagnie aérienne, qui n'avait été fondée que trois ans plus tôt et n'avait commencé ses vols qu'en avril 1958.

## Cause de l'accident
L'accident a fait l'objet d'une enquête par les autorités russes et le ministère autrichien des Transports, représenté par le ministre secrétaire Vogl et Felix Schalk, qui est devenu plus tard directeur d'Austrian Airlines.
La cause de l'accident était un affichage incorrect de l'altitude de vol sur l'altimètre, ce qui a conduit à un vol contrôlé dans le relief. Il n'a pas été possible de déterminer si les pilotes avaient mal interprété l'altitude de vol ou si l'altimètre dans le poste de pilotage était défectueux. Dans tous les cas, le réglage de la pression atmosphérique des deux altimètres par les pilotes différait de 23 millibars, ce qui correspond à une différence d'altitude d'environ 210 mètres (690 pieds).
Les rapports d'accidents entre l'Autriche et la Russie avaient déjà été mutuellement échangés en octobre et envoyés au ministre fédéral des transports et de l'électricité de l'époque, Karl Waldbrunner.
Dans son livre « L'affaire Lucona. Espionnage à l'Est, corruption et meurtre dans la sphère de la direction du gouvernement"  l'auteur et journaliste Hans Pretterebner affirme qu'Udo Proksch, l'un des passagers enregistrés sur le vol 901 avait des contacts étroits avec les services secrets soviétiques, est arrivé à l’aéroport de Vienne et a été prévenu. Celui-ci n‘a pas embarqué ce jour-là. Pretterebner estime donc que le Viscount a été intentionnellement abattu lors de l'approche de l'aéroport Cheremetievo de Moscou sur les instructions du KGB en raison de la faible altitude donnée par le contrôle aérien de Moscou. La raison de cette action des services secrets soviétiques au plus fort de la guerre froide aurait été d'obtenir des documents secrets américains transportés dans la soute de l'OE-LAF et destinés à l'ambassade américaine à Moscou.  Le journaliste britannique John Miller, qui était en poste à Moscou à l'époque, rapporte dans ses mémoires que le crash de l'OE-LAF a été dissimulé à l'origine par la partie soviétique. 